# Guk
 (novembre 2019).
Si vous disposez d'ouvrages ou d'articles de référence ou si vous connaissez des sites web de qualité traitant du thème abordé ici, merci de compléter l'article en donnant les références utiles à sa vérifiabilité et en les liant à la section « Notes et références ».
Ne doit pas être confondu avec Haeguk.

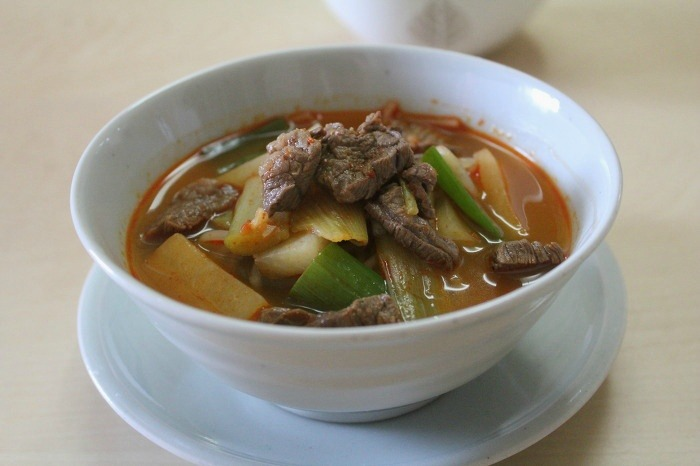
Soegogi mu guk (soupe au bœuf et aux légumes)

Guk (국), parfois connu sous le nom de tang (탕; 湯), est une sorte de soupe coréenne. 

## Description
Le guk comme le tang sont deux types de soupes souvent confondus et considérés comme étant le même plat bien que le tang soit parfois moins liquide que le guk. C’est l’un des plats les plus basiques de la gastronomie coréenne, accompagné avec du bap (밥, riz) et du banchan (반찬, différents types d’accompagnements). Sur une table classique coréenne, le guk est servi à droite du bap (밥, riz) et à sa gauche le sujeo (수저, la cuillère et les baguettes).
Guk est un mot de la langue coréenne, alors que tang est un mot sino-coréen qui signifie à l’origine « bouillir ». Le terme tang est un terme honorifique utilisé à la place de guk, qui a la même signification que le yeonpto-tang (연포탕, soupe à base de poulpe), que le daegu-tang (대구탕, soupe à base de Morue) ou encore le jogae-tang (조개탕, soupe de Palourdes). 
Généralement, le nom des soupes légères agrémentées de légumes possède le suffixe -guk, alors que les soupes plus lourdes et épaisses composées d’aliments plus solides s’utilisaient lors des jesa (rites ancestraux) et sont considérés comme des tang. Gamia-guk (soupe de pommes de terre) et le gamia-tang (ragout de pommes de terre et de carcasse de porc) sont des plats bien distincts ; la soupe de pommes de terre peut être aussi appelée gamieo-tang.
Le terme Guk représente majoritairement quatre sortes de soupes, comme le malgeun jangguk (맑은 장국), le gomguk (곰국), le tojangguk (토장국), et le naengguk (냉국). Le Malgeun jangguk se traduit littéralement par : « soupe (guk, 국), claire (malgeun, 맑은), assaisonnée avec des condiments (jang, 장) » comme du doejang (de la pâte de soja) ou du ganjang (sauce soja), puis il est servi avec du bansang (반상, un accompagnement). Les ingrédients principaux pour le malgeun jangguck sont : de la viande, du poisson, des légumes et des crustacés. Gomguk, aussi appelé gomtang, est un autre type de soupe, à la viande, qui mijote avec différentes pièces de bœuf comme les côtes, la queue, la poitrine, la tête et ce pendant un long moment, ou faite avec des os de veau avec la même méthode de cuisson. Le bouillon de gomguk a tendance à avoir une couleur laiteuse avec un goût fort et robuste. Il peut être aussi fait avec des os de poulet (samgvetang) et des os de porc (gamjatang)
Tojangguk, doenjang et ssaltteumul sont basées sur la même recette (faite à partir de l’eau du riz après cuisson). En général, le goût est salé et savoureux. Les naenguguk sont des soupes froides souvent consommées en été. Ces soupes sont claires et acidulées, comme du oi naengguk (오이냉국, une soupe de concombre froid), faite avec du poulet et des graines de sésame, elle est épaisse et sert à reprendre des forces avec de bonnes valeurs nutritives pour lutter contre la chaleur.

## Gukbap
Gukbap (국밥) sont des plats dérivés du guk. Le terme signifie littéralement « de la soupe avec du riz ». Typiquement, le plat est servi dans les restaurants et devenu populaire au sein la classe ouvrière depuis la dernière Période_Joseon.
- Kongnamul gukbap (콩나물국밥), une soupe à base de pousses de soja (kongnamul) servie avec du riz.
- Ttaro gukbap (따로국밥), une sorte de yukgaejang, spécialité locale de la ville de Daegu

Le Naengguk est généralement divisé en deux catégories selon le goût et les ingrédients. Le premier groupe de naengguk est cuisiné en mélangeant de l’eau fraîche et du vinaigre ce qui lui procure un goût aigre-doux ; par exemple avec le miyeok naengguk fait avec du Wakame, le oi naengguk fait avec du concombre, le pa naengguk fait avec des oignons verts, le maneul naengguk fait avec de l’ail, et le gim naengguk fait avec du gim ou du nori. L’autre type a des bonnes propriétés pour la santé et est riche en saveurs, comme la soupe froide à base de poulet, de sésame, ou de soja.
- Miyeok naengguk[1] (미역냉국) : une soupe froide de wakame.
- Oi naengguk (오이냉국) : une soupe froide au concombre.
- Kkaetguk (깻국) : une soupe froide copieuse à base de poulet et de graines de sésame moulues.
- Naengkongguk (냉콩국) : faite avec du soja moulu et qui peut être la base pour confectionner un kongguksu.
- Kongnamul naengguk (콩나물냉국) : faite avec du Kongnamul.

## Ingrédients
- Maeuntang (매운탕)  : une soupe chaude au poisson, épicée
- Haejangguk (해장국) : un remède favori pour la gueule de bois généralement à base de carcasse de porc, ugeoji (우거지 chou chinois séché) de sang coagulé de bœuf (similaire au boudin_noir), et de légumes dans un bouillon de bœuf copieux ; la légende dit que peu de temps après la Seconde Guerre Mondiale, le restaurant qui aurait inventé ce ragoût était le seul ouvert dans le quartier de Jongno quand le couvre-feu de cette époque était levé à 4 heures du matin.
- Haemultang (해물탕) : faite avec une grande variété de fruits de mer.
- Haemuljaptang (해물잡탕) : faite avec des fruits de mer et des abats de bœuf, qui faisait partie auparavant de la cuisine royale coréenne.
- Altang (알탕) : qui peut être faite avec du myeongran jeot (명란젓), des œufs de goberge salés et fermentés d’Alaska assaisonnés avec du piment ou des œufs de poisson.
- Chueotang (추어탕) : faite avec du Misgurnus mizolepis.
- Yongbongtang (용봉탕) : faite avec du poulet, de la carpe et du Trionyx de Chine.
- Manduguk (만두국) : de la soupe avec des mandu (raviolis coréens).
- Wanjatang (완자탕) : faite avec du wanja (des boulettes de viande similaires au jeon).
- Gyerantang (계란탕) : de la soupe faite avec des œufs.
- Ssukkuk (쑥국) : faite avec du ssuk (Artemisia princeps var. orientalis).
- Sundaeguk (순댓국) : faite avec du Sundae (du boudin noir) et parfois ajoute des morceaux de graisse d’intestins (gopchang), du foie, du poumon, des petits morceaux de cartilage et de la viande de porc.

## Malgeun jangguk
- Jaecheop-guk, une petite soupe de fruits mer, un exemple de malgeun jangguk
- Tteokguk (떡국), une soupe de tteok(gâteau de riz coréen)
- Miyeok guk (미역국), une soupe avec du wakame(de l'algue comestible)
- Kongnamul guk (콩나물국), faite avec kongnamul
- Muguk (무국), à base de radis
- Gamjaguk (감자국), à base de patates
- Toranguk (토란국), à base de taro (plante)
- Bugeoguk (북어국), à base de lieu d'Alaska
- Bogeoguk (복어국), à base de poisson-ballon (tetraodontidae)
- Jogaeguk (조개국), à base de fruit de mer
- Jaecheopguk (재첩국), une soupe à base de jaecheop (des petites palourdes, Corbicula fluminea) ramassées dans les fleuves de la province de Gyeongsang

## Gomguk

### Au bœuf
- Gomguk/gomtang (곰국/곰탕)
- Sagol gomtang (사골곰탕), du bouillon de carcasse de bœuf garni avec de la queue ou de la poitrine de bœuf
- Kkori gomtang (꼬리곰탕), de la soupe de queue de bœuf
- Seolleongtang (설렁탕): de la soupe d'os de queue de bœuf mijotée pendant plus de 10 heures jusqu'à ce que la soupe ait la couleur du lait. En général servie dans un bol contenant des somyeon (nouilles) et des morceaux de bœuf. Elle est assaisonnée avec des oignons verts et du poivre.
- Galbitang (갈비탕), à base de galbi (côte de bœuf)
- Yukgaejang (육개장), de la soupe de bœuf avec des flocons de piment rouge, de la sauce soja et des pousses de haricot.
- Doganitang (도가니탕), une soupe faite avec les articulations et les os de bœuf

### Au poulet et au porc
- Samgyetang (삼계탕), une soupe à base de Cornish game hens (« le Combattant indien », une race de poulet domestique) farci au ginseng, avec une hedysarum, du riz collant, de la jujube (datte chinoise), de l'ail et des châtaignes ; c'est une soupe que l'on mange traditionnellement en été.
- Gamjatang (감자탕, ragoût de patates), une soupe épicée faite avec la colonne vertébrale d'un porc, des légumes (surtout des pommes de terre) ainsi que des piments; les vertèbres sont en général séparées et ce plat est souvent servi comme en-cas tard le soir, mais peut aussi être servi pour le repas du midi ou pour le dîner.
- Dwaeji gukbap (돼지국밥), une soupe à base de pièce de porcs en fonction de la région servie avec du riz.

## Tojangguk[2]
On mange des tojangguk tout au long de l'année. Ce terme a vu le jour dans les années 1930 dans les livres de cuisine coréens.
- Sigeumchi tojangguk (시금치토장국), à base d'épinard
- Auk tojangguk (아욱토장국), à base de plantes malva
- Naengi tojangguk (냉이토장국), à base de raifort
- Ugeojiguk (우거지국), à base d'ugeoji (우거지, le Bok choy)
- Daseulgiguk (다슬기국), à base d'escargot d'eau douce (다슬기, Semisulcospira libertina)

## Naengguk
Le naengguk est la soupe froide avec du concombre et du wakame (algue) de la soupe froide de pousses de soja.
Le terme Naengguk rassemble toutes les sortes de soupes froides qu'on mange généralement en été. Elles sont aussi appelées changuk (littéralement « soupe froide ») en Coréen littéraire alors que le terme Naengguk est une combinaison entre un caractère chinois et un mot coréen avec la même signification. La première trace du mot Naengguk remonte à un poème écrit par Yi Kyu-bo (1168-1241), un officier haut gradé de la période Goryeo (918-1392). Le terme Naengguk fait référence à « sungaeng » dans le poème, qui signifie littéralement sunchaeguk, une soupe à base de sunchae (Brasenia schreberi). Yi Kyu-bo faisait l'éloge de son goût simple et clair.